# Forlì-moskee
De Forlì-moskee is een moskee in de stad Forlì in het noorden van Italië die in mei 2017 werd ingehuldigd.
De bouw van de moskee kostte in totaal 800.000 euro, bijeengebracht door de islamitische gemeenschap van Forlì. De moskee van 530 vierkante meter biedt plaats aan maximaal 350 gelovigen en heeft een semi-transparante koepel en een minaret van 17 meter.
De moskee wordt beheerd door het Islamitisch Cultureel Centrum van Forlì, onder voorzitterschap van de Tunesiër Hicheam Khamassi. De woordvoerder van de moskee is Fabrizio Abdussalam Rappini, een voormalige communist uit Romagna die zich tot de islam bekeerde.